# مسجد سلماسي
مسجد سلماسي هو مسجد تاريخي يعود إلى عصر الدولة البهلوية، ويقع في قم.